# بتکور
بتکور (به انگلیسی: Batkor) یک منطقهٔ مسکونی در پاکستان است که در گلگت واقع شده‌است.